# 2006 w nauce

## Ekonomia
- Publikacja Wikinomii przez Dona Tapscotta i Anthony’ego D. Williamsa

## Astronomia
- Bohdan Paczyński – Nagroda Henry Norris Russell Lectureship przyznawana przez American Astronomical Society.
- Marc Davis – Nagroda Dannie Heineman Prize for Astrophysics przyznawana przez American Astronomical Society.

## Nagrody
- Nagrody Nobla
  - Nagroda Nobla w dziedzinie fizjologii lub medycyny: Andrew Fire i Craig Mello
  - Nagroda Nobla w dziedzinie fizyki: John C. Mather i George Smoot
  - Nagroda Nobla w dziedzinie chemii: Roger Kornberg
- Nagroda Abela w dziedzinie matematyki: Lennart Carleson
- Medal Fieldsa w dziedzinie matematyki: Andrei Okounkov, Grigori Perelman (nie przyjął), Terence Tao i Wendelin Werner